# Jevgen Oskarovič Paton
Jevgen Oskarovič Paton (ukr. Євген Оскарович Патон); (Nica, 5. ožujak 1870. - Kijev, 12. srpanj 1953.); je ukrajinski znanstvenik, posebno značajan na području istraživanja procesa zavarivanja i mostovnih konstrukcija. Paton je od 1929. bio akademski član Sovjetske akademije znanosti i istaknuti podupiratelj socijalne politike i rada u SSSR-u. Također je osnivač i prvi ravnatelj Instituta za električno zavrivanje pri Ukrajinskoj akademiji znanosti.
Godine 1894. Jevgen Paton je diplomirao na Politehničkom institutu u Dresdenu, a 1986. završava školovanje u Petrogradu. Godine 1904. mladi znanstvenik je prihvatio posao u Kijevu gdje je ostao na Kijevskom politehničkom institutu sve do 1938. godine. Paton je u istom razdoblju postao autor oko 350 znanstvenih radova. Tijekom Drugog svjetskog rata napravio je značjan doprinos u obrani Sovjetskog Saveza, a posebna počast mu je dodijeljena 1953. izgradnjom mosta njegova imena na rijeci Dnjepar u Kijevu.

## Pojedini radovi
- Paton J.O.: Željezni mostovi; 4 toma (Moskva, Kijev, 1902. – 1907.)
- Paton J.O.: Obnova razrušenih mostova (Kijev, 1918.), 135. str.
- Paton J.O.: Izabrana djela; 3 toma (Kijev, SSSR, 1959. – 1961.)

## Priznanja i nagrade
- Laureat Staljinove nagrade (1941.)
- Dvostruko priznanje Lenjinovog reda (1942., 1943.[1])
- Orden radnog crvenog znamenja (1940.)
- Orden iz Domovinskog rata prvog stupnja (1945.)
- Orden Crvene zvijezde (1942.)

## Vanjske poveznice
- Životopis Jevgena Oskaroviča Patona (ukr.)  Arhivirana inačica izvorne stranice od 12. siječnja 2005. (Wayback Machine)
- Životopis Jevgena Oskaroviča Patona na stranicama Ukrajinskog nacionalnog tehničkog sveučilišta (ukr.)